# 痛チャリ

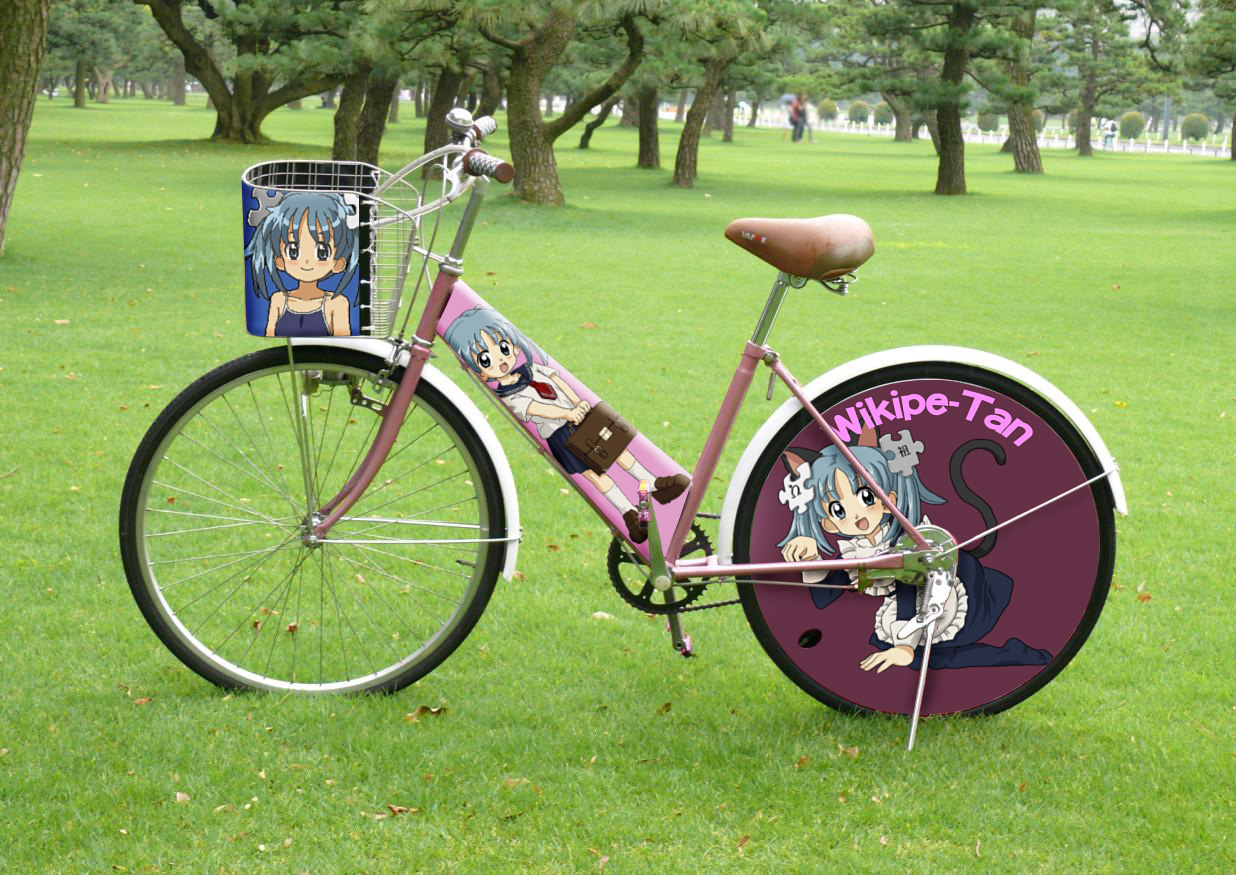
シティサイクルによる痛チャリの例（合成画像）

痛チャリ（いたチャリ）または痛自転車（いたじてんしゃ）とは、漫画・アニメ・ゲームなどに登場するキャラクターやメーカーのロゴをかたどったステッカーを貼り付けたり塗装を行って装飾した自転車のこと。痛車の自転車版といえる。

## 概要
描かれるキャラクターは萌え絵の美少女キャラクターなど、「2次元」などと俗称されるような、平面上に描かれたイラストが代表的である点は痛車と同じだが、自動車と比較して圧倒的に描画可能な面積が少ないことから、より大きな絵を掲出するために独自の工夫を行うことが多い。また、キャラクターの描画以外にも、よりアピール度を高めるため、ネオン管やLEDなどの発光体を取り付けたり、アンプやスピーカーを搭載して音楽再生を可能とするなど、独自の工夫を行っている場合もある。痛車と異なり、運転者が素顔を晒して「痛さ」をアピールすることになるため、最も羞恥心を刺激する痛ものアイテムといえる。
小さい画像、ぬいぐるみを載せている程度（いわゆるプチ痛車）、キャラクターを描かれていない物は痛チャリとして認められない傾向にあるため、本人が痛チャリに乗っているという自覚がない者も多い。

## キャラクター
描かれる題材は主にゲーム・漫画・アニメのキャラクターや、関連するロゴ、それらの製作会社・ブランド名のロゴなどであるが、特定の萌え絵師のファンがその作品をコピーしたり、特定の声優のファンがその写真を掲載している場合もある（実在の人物の肖像を使用したものは含まないという意見もあるが、GIGAZINEでは痛チャリとして紹介されている）。

## 装飾の手法
- 後輪
  - 後輪への装飾は最も多く見られるもので、ディスクホイールなどを用いて後輪全体をキャンバスに見立て、これに装飾を施すことにより、側面から見た場合に最も大きな装飾が行える。
  - ディスクホイールは高価であるため、市販のホイールカバーでスポーク部分を覆う方法も見られる（26インチ車以上）。
  - 小径車では、塩ビ板やアクリル板などを加工してドーナツ状の板を作り、スポークの間に挟む方法も用いられる。
  - インチによって異なるが、スポークカード(ストリートピストで行われる手法)を作ってスポークに挟む方法や、絵柄やロゴマークなどを貼り付けた画用紙を100円ショップなどで売られている硬質カードケースに入れてスポークに挟み、スポークの位置を確認しつつ、穴をあけ結束バンドで固定する方法もある。この方法は比較的安価で済み、軽量なので車体の重量増は気にならない。

- 前輪
  - 26インチ以上の自転車では、前輪は舵取りの機能を損なう恐れがあるため（横風やジャイロ効果の影響を受ける）、ディスクホイール化などの大きな装飾は向かず、スポークに小さめのカードなどを貼り付けたものが散見される程度である。
  - 小径車ではこれらの影響を受けにくく、むしろ後輪に比べて付随する部品の少ない前輪の方が装飾スペースが広く取れるため、後輪と同様の装飾が行われることが多い。

いずれの場合も、車輪への装飾は走行中の視認性が悪いため、停車時にホイールの向きを修正してディスプレイする必要がある。
- フレーム
  - フレーム自体は表面積が小さいため、作品タイトルなどの文字を貼り付ける程度である。
  - 前三角や後三角の空間に、この形に合わせた台形や三角形の板を取り付けて、これに装飾を施す方法も用いられる（ロードレーサーのゼッケンプレート取り付けと同じ）。

- その他
  - 前カゴ：シティサイクルの場合、前カゴにも装飾を施すことで、実用性を損ねずに進行方向から見た際のアピール度を確保できる。
  - フェンダー：フェンダー部も表面積が限られ、また形状も細長い曲面であるため、主に文字等による装飾が多いが、リアフェンダーから車軸方向に車輪を包み込むように板などを貼ることで側面の装飾スペースを確保する技法もある（車輪とは異なり走行中にも認識しやすい利点がある）。
  - サドル：サドル上面に装飾を施す場合、こすれに対する対策が必要。シティサイクルなどの大型のサドルでは、背面に文字などを入れる場合がある。
  - 荷台：電装系の装飾がある場合、荷台に電池や回路等を収容した箱などを設置する事が多く、この箱にも装飾を行うことがある。
  - デコチャリ化：自転車本来の形状をそのまま用いず、板や箱状のものを多数搭載して、これに装飾を施すもの。

- 装飾アイテム
  - カラーステッカー：大型のステッカーは専門業者に依頼して作成することで、耐候性の優れた1枚ものを入手可能だが、いわゆる版権モノなどは権利者への配慮で断られることが多く、その場合は家庭用プリンタで出力可能なサイズのフィルムラベルに分割印刷したものを複数枚貼り合せて自作する（耐候性については、選定したフィルムラベルの性能やプリンタインキの特性などに左右される）。
  - カッティングシート：大型のものは業者に発注することも可能だが、安価な家庭用カッティングプロッタも販売されているため、これらを使って自作したり、簡単な形状のものであれば手作業で切り出すことも可能。
  - 電装品：ネオン管やLEDなどの発光体、オーディオアンプやスピーカーなどの音響製品、液晶モニタなど
  - その他：目的となる作品やキャラクターのグッズ（クッション、抱き枕カバー、etc）などを飾ることもある。雑誌の読者を対象として通販で販売される例もある。[5]

## 車種と傾向
- ロードバイク
  - 痛チャリのベースとしては、ロードバイクが大勢を占める。
  - 過度な装飾を行うことはあまりなく、トータルバランスを考慮したデザインのものが多い。
  - 車輪の脱着が簡単に行えるため、痛ホイールと通常用ホイールの使い分け使用が可能。
- マウンテンバイク
  - 市販のホイールカバーに適合しないものが多く（そもそもそのような習慣自体がないので製品もない）、スポークの間にドーナツ状の板を挟む方法や、前三角や後三角にボードを取り付ける方法が用いられる。
- シティサイクル
  - 流通量が多く、ロードバイクやマウンテンバイクより低価格で購入できるものだけに数が多く、中・高校生などが通学用の自転車を簡易的に痛化するなど、手軽に痛チャリを楽しむことができる。
  - 前カゴ、フェンダー、チェーンカバー、リアキャリアなど、ロードバイクやマウンテンバイクでは取り付けられないパーツの装飾が可能。
  - トータルデザインより、より多くのアイテムを搭載しようとする傾向があり、その「やりすぎ感」や「無秩序性」が「真の痛さ」をかもし出す場合がある。
  - これが高じてデコチャリに近い状態に至るものも見受けられる。